# Zairo
Lo Zairo è un teatro romano i cui resti si trovano nella città di Padova.

## Storia
La realizzazione del teatro risale probabilmente al periodo 60-70 d.C.; sembra infatti che vi abbia recitato il poeta latino Publio Clodio Trasea Peto. Dello stesso periodo è quello di Verona, che ha caratteristiche simili.
Nel 1077, in un documento, si legge il nome "Zairo" che, esaminato nella sua etimologia, potrebbe derivare da "Satiro", di origine dialettale, o da "Theatrum", di origine latina.
Nel 1775 furono ritrovati i resti del teatro, durante la sistemazione del Prato della Valle, che erano rimasti visibili per poi essere perduti dal XVI secolo. Una parte di questi resti affiorano tuttora durante le periodiche pulizie della canaletta dell'Isola Memmia.

## I rilievi storici
In base ai rilievi effettuati sui resti del teatro, riportati alla luce durante lo scavo della canaletta, si effettuò una ricostruzione nel 1795, depositata presso la Biblioteca Civica di Padova (R.I.P. 1125), teorizzando che l'edificio, nel suo sviluppo totale, avesse un raggio di 125 piedi, quasi 40 metri. L'ipotesi, così definita, venne criticata e corretta nel 1823 definendo un raggio di quasi 50 metri.
Anche considerando entrambe le ipotesi, una ricostruzione ideale definisce l'edificio come una struttura di dimensioni molto imponenti, se si considera che era collocato in un pianoro con le dovute difficoltà per la sistemazione della cavea.